# Мамхуті
Мамхуті (груз. მამხუტი) — село в Грузії.
За даними перепису населення 2014 року в селі проживає 2359 осіб.